# Cleveland Rockers 1999
La stagione 1999 delle Cleveland Rockers fu la 3ª nella WNBA per la franchigia.
Le Cleveland Rockers arrivarono seste nella Eastern Conference con un record di 7-25, non qualificandosi per i play-off.

## Roster
| N° | Naz.                   | Ruolo | Sportivo         | Anno | Alt. | Peso |
| -- | ---------------------- | ----- | ---------------- | ---- | ---- | ---- |
| 4  | Stati Uniti (bandiera) | G     | Suzie McConnell  | 1966 | 165  | 57   |
| 6  | Rep. Ceca (bandiera)   | A     | Eva Němcová      | 1972 | 191  | 78   |
| 7  | Stati Uniti (bandiera) | G     | Jennifer Howard  | 1975 | 168  | 59   |
| 8  | Stati Uniti (bandiera) | C     | Janice Lawrence  | 1962 | 191  | 81   |
| 8  | Stati Uniti (bandiera) | C     | Chasity Melvin   | 1976 | 191  | 84   |
| 10 | Stati Uniti (bandiera) | G     | Jamila Wideman   | 1975 | 168  | 61   |
| 11 | Stati Uniti (bandiera) | G     | Tricia Bader     | 1973 | 163  | 57   |
| 14 | Stati Uniti (bandiera) | G     | Kellie Jolly     | 1977 | 170  | 64   |
| 17 | Stati Uniti (bandiera) | A     | Vanessa Nygaard  | 1975 | 185  | 79   |
| 23 | Portogallo (bandiera)  | A     | Mery Andrade     | 1975 | 185  | 77   |
| 25 | Stati Uniti (bandiera) | G     | Merlakia Jones   | 1973 | 175  | 67   |
| 34 | Stati Uniti (bandiera) | A     | Rushia Brown     | 1972 | 188  | 79   |
| 41 | Stati Uniti (bandiera) | A     | Alisa Burras     | 1975 | 191  | 99   |
| 44 | Stati Uniti (bandiera) | G     | Michelle Edwards | 1966 | 175  | 68   |
| 47 | Stati Uniti (bandiera) | C     | Tracy Henderson  | 1974 | 191  | 97   |

## Staff tecnico
- Allenatore: Linda Hill-MacDonald
- Vice-allenatori: Susan Yow, Lisa Boyer
- Preparatore atletico: Georgia Fischer